# Union Depot (Muskegon)
Union Depot es una estación de ferrocarril ubicada en 610 Western Avenue en Muskegon, una ciudad del estado de Míchigan (Estados Unidos). Fue incluido en el Registro Nacional de Lugares Históricos en 2000.  Ahora es la Oficina de Visitantes y Convenciones del Condado de Muskegon.

## Historia
En 1871, se construyó el ferrocarril Michigan Lake Shore, que conecta Muskegon con Chicago. Este ferrocarril se dobló más tarde en el ferrocarril de Chicago y West Michigan. En la década de 1880, dos líneas ferroviarias más se ampliaron en Muskegon: el ferrocarril de Grand Rapids e Indiana y el ferrocarril de Toledo, Saginaw y Muskegon. Sin embargo, a principios de la década de 1890, el depósito ubicado en Third Street necesitaba urgentemente una renovación. En 1893, los tres ferrocarriles y la ciudad acordaron que la construcción de un nuevo depósito redundaría en el mejor interés de todas las partes, particularmente con el aumento del tráfico de excursiones a los centros turísticos locales.
En 1893, el arquitecto Sidney J. Osgood hizo planos para este nuevo depósito. El arquitecto Amos W. Rush pronto se hizo cargo del proyecto, pero la construcción real se retrasó hasta 1894 debido al pánico de 1893. El depósito se completó y abrió en 1895. El depósito pasó a manos del Ferrocarril Pere Marquette, en 1899. A pesar del nombre de Union Depot, en la década de 1930, los trenes de Toledo, Saginaw y Muskegon Railway (que estaban siendo absorbidos por el Grand Trunk Western ) usaban en ese momento una estación diferente en la ciudad. En 1938, los trenes de Grand Rapids e Indiana Railroad, adquiridos entonces por Pennsylvania Railroad, se trasladaron a la misma estación que los trenes Grand Trunk. Union Depot era el destino de una de las secciones del Night Express de Pere Marquette desde Chicago.
Finalmente, el Ferrocarril Chesapeake y Ohio (C&O) cuando C&O absorbió el Ferrocarril Pere Marquette en 1947. Sin embargo, con el crecimiento del automóvil, el servicio ferroviario de pasajeros disminuyó y el depósito dejó de operar para los pasajeros en 1971. El servicio de carga continuó durante dos años más, pero el edificio estuvo vacío desde 1978 hasta principios de la década de 1990, cuando fue donado al condado de Muskegon. En 1990, el depósito fue designado como Monumento Histórico de Ingeniería Civil de Míchigan por la Sociedad Estadounidense de Ingenieros Civiles. El edificio fue restaurado en 1994 y 1995, y reabierto como la Oficina de Convenciones y Visitantes del Condado de Muskegon.

## Descripción
Muskegon Union Depot es una estación de ferrocarril de estilo románico richardsoniano de dos pisos con una torre de cuatro pisos conectada y un enorme techo a cuatro aguas. Las paredes están construidas con ladrillo rojo y piedra arenisca, y los aleros del techo se ensanchan hacia afuera desde la masa principal del edificio. El edificio es casi simétrico, con solo una parte de la estructura que antes albergaba la sala de equipajes extendiéndose hacia un lado para romper la simetría. La entrada principal es a través de un pórtico profundo formado por un arco de piedra arenisca maciza. Los alzados laterales tienen techos que sobresalen, creando profundos porches de entrada que se acercan a la plataforma en la parte trasera del edificio. La elevación trasera contiene una bahía de medio hexágono que anteriormente albergaba la taquilla.
En el interior, la sala de espera principal contiene una gran chimenea de ladrillos ornamentales con repisa de madera, y las paredes contienen carpintería de roble aserrada en cuartos y paneles de revestimiento con molduras de ova y dardo. El techo está cubierto con paneles de metal prensado originales. La sala de espera para las mujeres original se ha convertido en un espacio de exhibición, y la sala de fumadores de caballeros original también se ha convertido en un espacio de exhibición. El segundo piso tiene menos de la mitad del tamaño del primero y originalmente se usó como oficinas de ferrocarril y almacenamiento. Ahora contiene una gran sala de conferencias, baños pequeños, oficinas, almacenamiento y una sala de calderas. Los pisos superiores de la torre ahora se utilizan solo para sistemas mecánicos.

## Galería

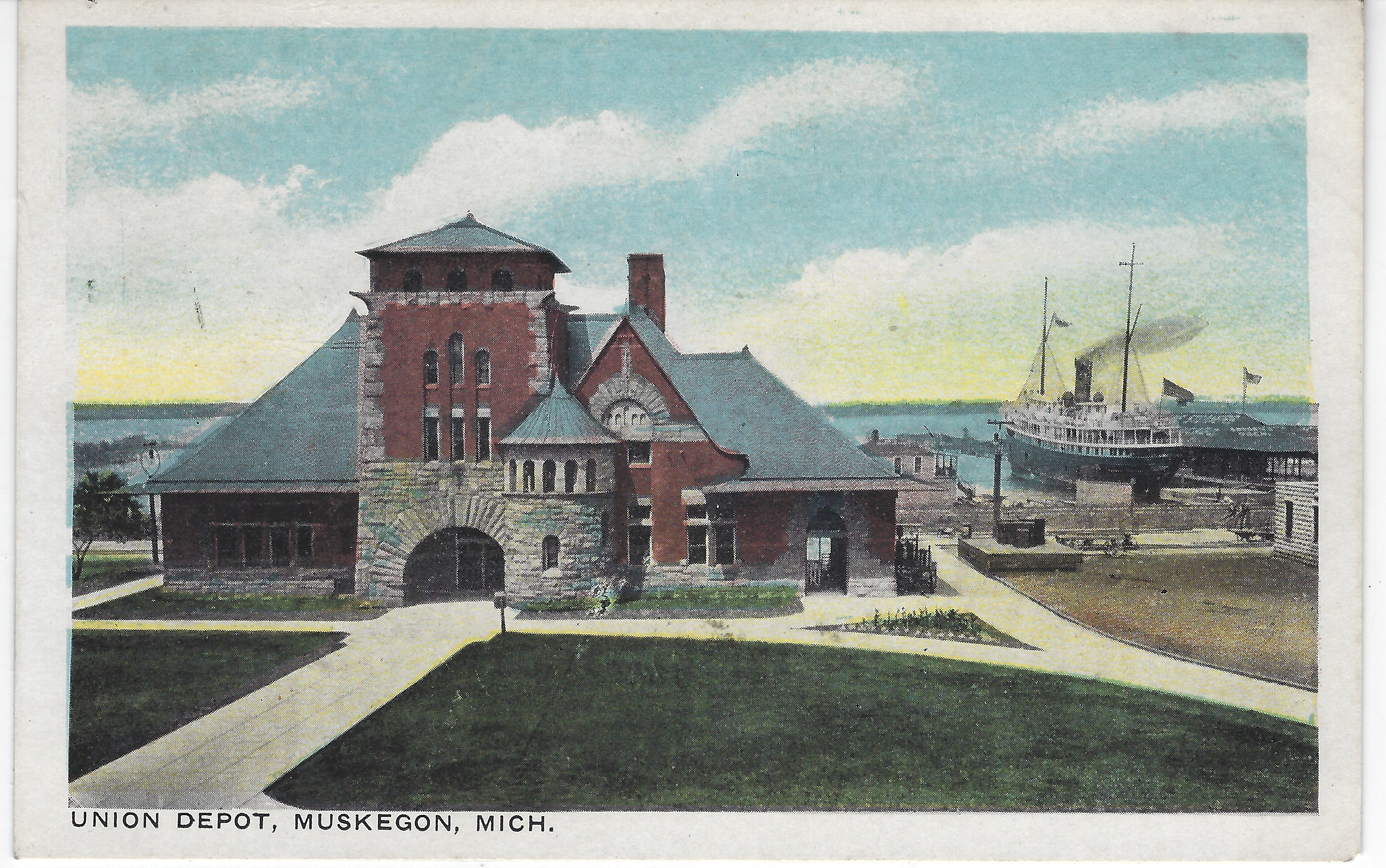
Postal de 1914
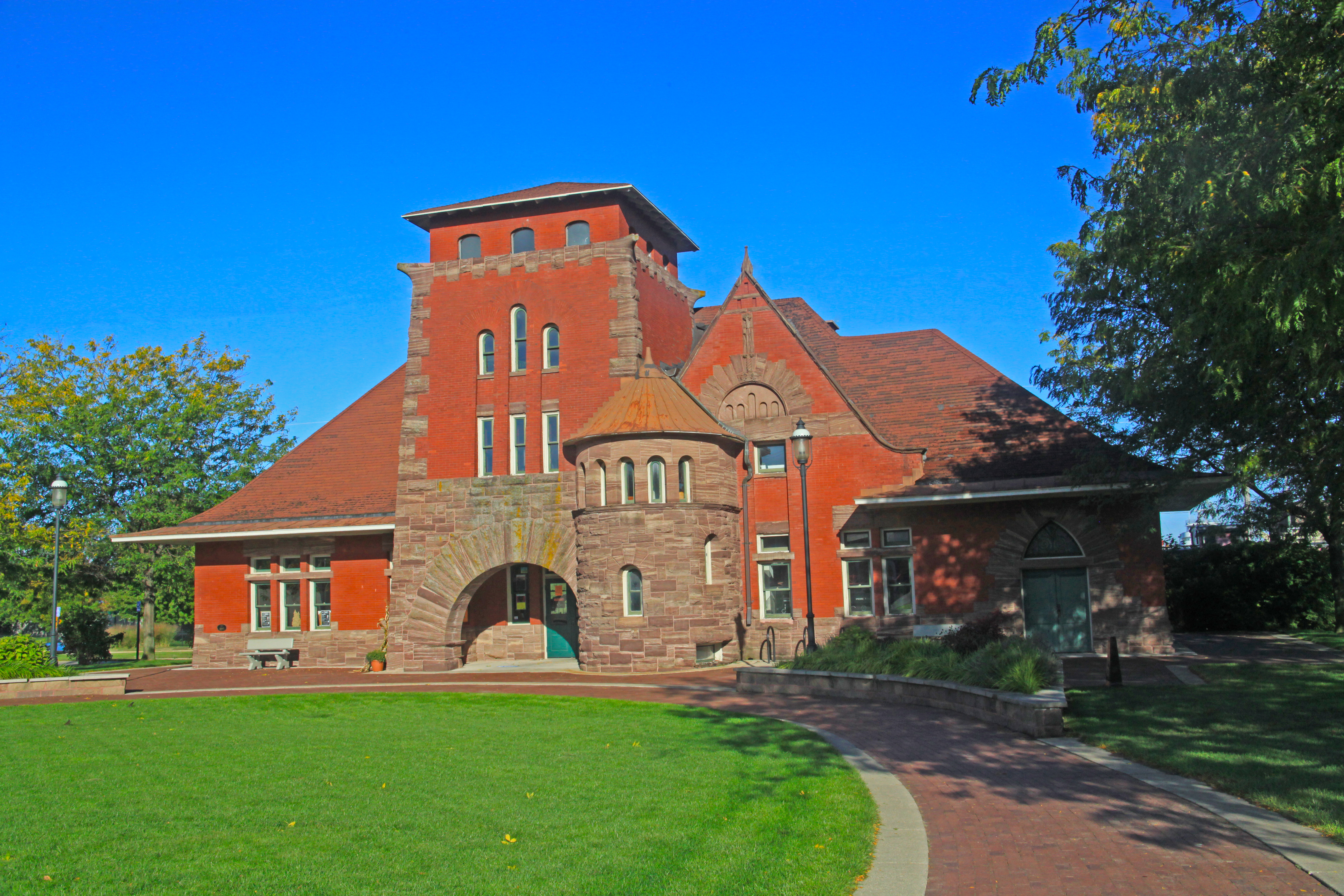
El edificio en 2013